# Щолкінська міська рада
Що́лкінська міська́ ра́да — адміністративно-територіальна одиниця та орган місцевого самоврядування в Ленінському районі Автономної Республіки Крим. Адміністративний центр — місто Щолкіне.

## Загальні відомості
- Територія ради: 3,42 км²
- Населення ради: 11 194 особи (станом на 1 січня 2012 року)
- Водоймища на території, підпорядкованій даній раді: Азовське море

## Населені пункти
Міській раді підпорядковані населені пункти:
- м. Щолкіне

## Склад ради
Рада складається з 30 депутатів та голови.
- Голова ради: Шкалаберда Володимир Михайлович

### Керівний склад попередніх скликань
| Прізвище, ім'я, по батькові     | Основні відомості                                                       | Дата обрання | Дата звільнення |
| ------------------------------- | ----------------------------------------------------------------------- | ------------ | --------------- |
| Шкалаберда Володимир Михацлович | Міський голова, 1957 року народження, член Партії регіонів              | 26.03.2006   | 31.10.2010      |
| Шкалаберда Володимир Михайлович | Міський голова, 1957 року народження, освіта вища, член Партії регіонів | 31.10.2010   |                 |

Примітка: таблиця складена за даними сайту Верховної Ради України

### Депутати
За результатами місцевих виборів 2010 року депутатами ради стали:

#### За суб'єктами висування
| Суб'єкт висування                                       | Кількість обраних депутатів | %    |
| ------------------------------------------------------- | --------------------------- | ---- |
| Партія регіонів                                         | 17                          | 56,7 |
| Партія «Союз»                                           | 6                           | 20   |
| Політична партія «Руська Єдність»                       | 3                           | 10   |
| Народна партія                                          | 2                           | 6,7  |
| Комуністична партія України                             | 1                           | 3,3  |
| Політична партія Всеукраїнське об'єднання «Батьківщина» | 1                           | 3,3  |

#### За округами
| № округу                                                | Прізвище, ім'я, по батькові        | Дата визнання обраним | Освіта             | Партійна приналежність                        | Відомості про обраного депутата                  |
| ------------------------------------------------------- | ---------------------------------- | --------------------- | ------------------ | --------------------------------------------- | ------------------------------------------------ |
| Комуністична партія України                             |                                    |                       |                    |                                               |                                                  |
| б/м                                                     | Пустоветова Ніна Василівна         | 01.11.2010            | вища               | член Комуністичної партії України             | Щолкінський архів, завідувач                     |
| Народна Партія                                          |                                    |                       |                    |                                               |                                                  |
| 1                                                       | Бєлєвітін Сергій Юрійович          | 01.11.2010            | вища               | член Народної партії                          | приватний підприємець                            |
| 6                                                       | Варавін Сергій Володимирович       | 07.03.2011            | вища               | позапартійний                                 | КП УК Щолкінський індустріальний центр, директор |
| Партія регіонів                                         |                                    |                       |                    |                                               |                                                  |
| б/м                                                     | Куренной Віктор Миколайович        | 01.11.2010            | вища               | член Партії регіонів                          | приватний підприємець                            |
| б/м                                                     | Палагицька Ольга Іллівна           | 01.11.2010            | вища               | член Партії регіонів                          | Щолкінська міська рада, секретар                 |
| б/м                                                     | Пчелінцев Дмитро Олександрович     | 01.11.2010            | вища               | член Партії регіонів                          | ДП «Електро» ТОВ ННП, головний інженер           |
| б/м                                                     | Буйновський Віктор Анатолійович    | 01.11.2010            | середня спеціальна | член Партії регіонів                          | ДП «Електро» ТОВ ННП, керівник ділянки           |
| б/м                                                     | Полюхович Павло Михайлович         | 01.11.2010            | вища               | член Партії регіонів                          | КП Щолкінський міський ринок, директор           |
| б/м                                                     | Перевалова Наталія Дмитрівна       | 01.11.2010            | вища               | член Партії регіонів                          | НВК «Школа-ліцей № 1», директор                  |
| б/м                                                     | Кондрашова Валентина Тимофіївна    | 01.11.2010            | вища               | член Партії регіонів                          | товариство ветеранів та інвалідів війни, голова  |
| 3                                                       | Аржанцев Андрій Вікторович         | 01.11.2010            | вища               | член Партії регіонів                          | пансіонат «Кримське приазовьє», директор         |
| 5                                                       | Лукіна Марина Віталіївна           | 01.11.2010            | вища               | член Партії регіонів                          | КП «Щолкіне-Азов», майстер                       |
| 7                                                       | Бевз Володимир Петрович            | 01.11.2010            | вища               | член Партії регіонів                          | ДП «Електро» ТОВ ННП, керівник ділянки           |
| 8                                                       | Лесниченко Тетяна Володимирівна    | 01.11.2010            | вища               | член Партії регіонів                          | ДП «Електро» ТОВ ННП, головний бухгалтер         |
| 9                                                       | Касаткина Зоя Василівна            | 01.11.2010            | вища               | член Партії регіонів                          | загальноосвітня школа № 2, вчитель               |
| 10                                                      | Кашпур Юрій Григорович             | 01.11.2010            | вища               | член Партії регіонів                          | ОАО «Ленінське АТП-14339», водій                 |
| 11                                                      | Коляка Сергій Анатолійович         | 01.11.2010            | вища               | член Партії регіонів                          | ДП «Електро» ТОВ ННП, директор                   |
| 13                                                      | Чигрін Валерій Анатолійович        | 01.11.2010            | вища               | член Партії регіонів                          | ООО «Пансіонат Азовський», директор              |
| 14                                                      | Давидов Олександр Миколайович      | 01.11.2010            | вища               | член Партії регіонів                          | ДАТ «Чорноморнафтогаз», заступник керівника      |
| 15                                                      | Пилюшкін Ігор Миколайович          | 01.11.2010            | вища               | член Партії регіонів                          | тимчасово не працює                              |
| Партія «Союз»                                           |                                    |                       |                    |                                               |                                                  |
| б/м                                                     | Дичук Микола Вікторович            | 01.11.2010            | вища               | член Партії «Союз»                            | АТЗТ «Тріо», оператор                            |
| б/м                                                     | Даніліна Людмила Василівна         | 01.11.2010            | вища               | член Партії «Союз»                            | пенсіонер                                        |
| б/м                                                     | Сідельников Юрій Володимирович     | 01.11.2010            | вища               | член Партії «Союз»                            | АТЗТ «Тріо», директор                            |
| б/м                                                     | Константинов Олександр Валерійович | 01.11.2010            | вища               | позапартійний                                 | АТЗТ «Тріо», заступник директора                 |
| 2                                                       | Бєлєвітіна Надія Василівна         | 01.11.2010            | вища               | позапартійна                                  | приватний підприємець                            |
| 12                                                      | Шиманович Євгеній Геннадійович     | 01.11.2010            | вища               | позапартійний                                 | приватний підприємець                            |
| Політична партія Всеукраїнське об'єднання «Батьківщина» |                                    |                       |                    |                                               |                                                  |
| б/м                                                     | Чорний Петро Володимирович         | 01.11.2010            | вища               | член Всеукраїнського об'єднання «Батьківщина» | тимчасово не працює                              |
| Політична партія «Руська Єдність»                       |                                    |                       |                    |                                               |                                                  |
| б/м                                                     | Маркова Ірина Федорівна            | 01.11.2010            | вища               | член Політичної партії «Руська Єдність»       | приватний підприємець                            |
| б/м                                                     | Сергіенко Анатолій Вікторович      | 01.11.2010            | середня спеціальна | член Політичної партії «Руська Єдність»       | тимчасово не працює                              |
| 4                                                       | Шаровська Ольга Миколаївна         | 01.11.2010            | вища               | член Політичної партії «Руська Єдність»       | тимчасово не працює                              |